# مقاطعة نجراب
مقاطعة نجراب (بالإنجليزية: Nijrab District)‏ هي مقاطعة أفغانية تقع في في ولاية كابيسا. يقدر عدد سكانها بـ 99,600 نسمة .